# Фредерік Бартлетт
Фредерік Бартлетт, Сер Фредерік Чарльз Бартлетт (англ. Sir Frederic Charles Bartlett; 20 жовтня 1886, Стоу-на-Воулді, Глостершир, Англія — 30 вересня 1969, Кембридж, Кембриджшир, Англія) — британський психолог, найбільш відомий своїми дослідженнями пам'яті.

## Біографія
Фредерік Бартлетт народився 22 жовтня 1886 року. Навчався вдома, а згодом у Коледжі Святого Іоана у Кембриджі, співробітником якого згодом став. Значним впливом на Бартлетта був Вільям Ріверс (англ. W.H.R. Rivers), лікар, етнолог і психолог. Саме через зацікавлення Ріверса антропологією, Бартлетт початково мав намір серйозно займатись саме цією наукою, однак через ряд обставин, значною мірою, зокрема, через початок Першої світової, вирішив робити кар'єру у іншій галузі, психології. Вільям Ріверс і Чарльз Маєрс (англ. Charles Samuel Myers), який у той час очолював Кембриджську психологічну лабораторію, вступили до Збройних сил, оскільки обидва були медиками. Бартлетт не мав змоги
записатись до війська через попередню хворобу, тому залишився в університеті як заступник керівника лабораторії на час відсутності Маєрса. У цей час, у 1914 році, Бартлетт починає досліджувати сприйняття і уявлення. У своїх експериментах він приділяв особливу увагу тому, як опитувані користуються пам'яттю. Обговорюючи своє дослідження із Джеймсом Уордом, Бартлетт дізнався про експерименти Жана Філіппа, у яких людям демонстрували зображення, а потім просили його відтворити декілька разів через певні проміжки часу. Цим методом користувався і Бартлетт, міняючи зображення і збільшуючи проміжки часом між кожним наступним їх відтворенням. Бартлетт надавав перевагу описовому (case study) підходу, а не більш статистичним методам. У 1922 році очолив Кембриджську психологічну лабораторію, замінивши на цій посаді Чарльза Маєрса . У 1931 його призначено першим професором експериментальної психології. На цій позиції він залишався аж до відходу на пенсію у 1952 році. У 1932 Бартлетта обрано до Лондонського королівського товариства, а у 1948 році він отримав лицарський титул. Бартлетт помер у Кембриджі 30 вересня 1969 року.

## Наукова діяльність
У своїй основній праці, «Запам'ятовування: Дослідження у експериментальній і соціальній психології» (англ. Remembering: A Study in Experimental and Social Psychology (1932), Бартлетт запропонував концепт, відповідно до якого спогади попередніх подій і досвіду насправді є ментальними реконструкціями, що насичені культурними стереотипами і персональними звичками, а не прямими спогадами спостережень, зроблених під час тих подій. У своїх експериментах, розпочатих ще у 1914 році, він довів, що людина може осягнути лише незначну частину події у той час, коли вона відбувається, але згодом, коли вона реконструює подію як спогад, прогалини у спостереженні і сприйнятті заповнюються за допомогою попереднього досвіду. Його пізніша праця, «Мислення: Експериментальне і соціальне дослідження» (англ. Thinking: An Experimental and Social Study (1958) не розширила теоретичного знання, але запропонувала нові спостереження соціального характеру людського мислення.